# Ama Dablam
Ama Dablam är ett berg i Himalayamassivet i Khumbu i nordöstra Nepal.  Huvudtoppen är 6 848 m ö.h. och den västra toppen är 5 563 m.

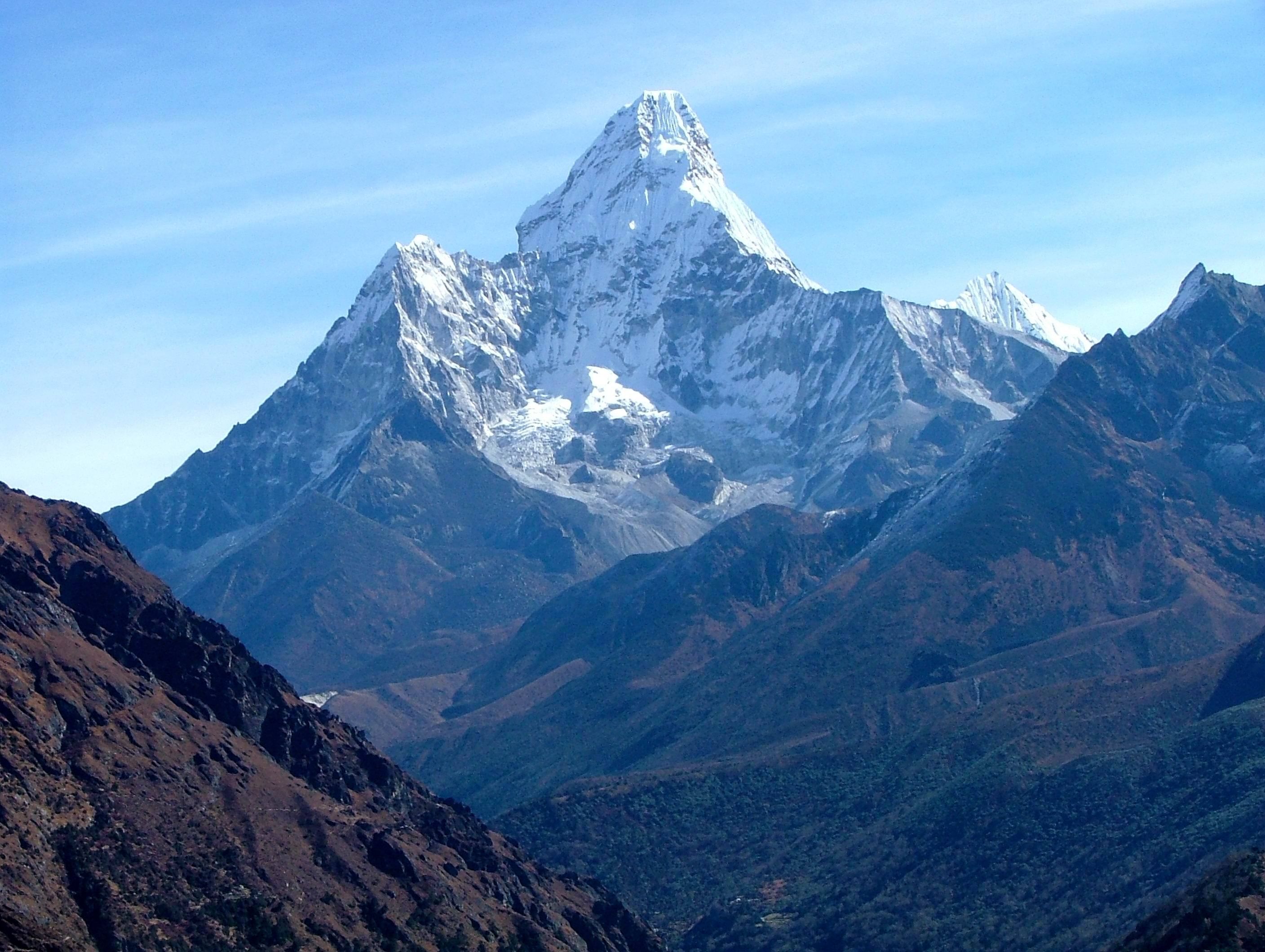
Ama Dablam

Ama Dablam är känt för sitt vackra utseende och anses vara ett av världens vackraste berg. Ama Dablam betyder "Moderns halsband". De långsträckta ryggarna på respektive sida av berget liknar en moders armar (ama) när hon omsluter sitt barn, och den hängande glaciären är dablam, det traditionella hängsmycket som bärs av sherpakvinnor.
Huvudtoppens höjd anges i olika källor till höjder som varierar mellan 22 349 fot (6 812 m) och 22 494 fot (6 856 m).
1998 försökte svensken Henrik Johansson nå toppen men föll olyckligtvis vilket han skildrar i boken Himalaya förändrade mitt liv.
Allmänt anses Ama Dablam vara ett tekniskt svårbestiget berg och kräver betydligt mer förkunskap än till exempel Mount Everest.